# Ebba Öster
Ingeborg Ebba Valfrida Öster, född 23 januari 1904 i Träslöv, Halland, död 3 juli 1988 i Varberg, var en svensk målare.
Hon var dotter till löjtnanten Nils Nordblad och Alma Maria Fogelström och gift 1923–1933 med sjökaptenen Arvid Wiggo Gerhardsen och 1940–1955 med Fingal Öster. Hon började sporadiskt måla som amatörkonstnär 1945 och kom från 1956 att helt ägna sig åt sin konstutövning. Hon var huvudsakligen autodidakt som konstnär men studerade privat för Per Lindekrantz 1958–1960. Hennes bildspråk var starkt påverkad av Evert Lundquist och Erik Törnings konst som hon kom i kontakt med i slutet av 1950-talet. Separat ställde hon ut i bland annat Varberg 1962 och tillsammans med Stig Delang ställde hon ut på Galleri Maneten i Göteborg 1966. Hon har sedan 1964 medverkat i Göteborgs konstförenings Decemberutställningar på Göteborgs konsthall och hon var representerad i en utställning med svensk konst i Nystad, Finland 1964. Hennes konst består av figurstudier och porträtt utförda i olja eller gouache. Öster är representerad vid Badhusstyrelsen i Varberg.